# Marcel-Armand Gaumont
Marcel-Armand Gaumont, nacido en Tours, 1880 y fallecido en 1962, fue un escultor francés, profesor en la Escuela de Bellas Artes de París.

## Datos biográficos
Alumno de Barrias, Sicard y Coutan en la Escuela de Bellas Artes de París.
Ganador del Premio de Roma en escultura en el año 1908 por el que compitió junto a Camille Henri Crenier. Fueron ambos nombrados ganadores con sendas esculturas en bulto redondo de yeso, trabajos realizados bajo el título El joven Sófocles tras la Victoria de Salamina (del francés: Le jeune Sophocle après la victoire de Salamine). Estas obras se conservan en depósito de la Escuela de Bellas Artes de París.
Viaja a Roma en 1909, donde permanece pensionado en la Academia de Francia en Villa Médici hasta 1912. La academia estuvo dirigida en ese periodo por el pintor Carolus-Duran.
Tras su regreso a Francia y con el fin de la Primera Guerra Mundial trabaja en los monumentos conmemorativos del conflicto; realiza el monumento a los muertos de la guerra 1914-1918 en Le Blanc (Indre) ( representa a un soldado con un fusil y está tallado en piedra calcárea), también el Monumento a los muertos de la guerra de 1914 en al ayuntamiento de Tours (Indre-et-Loire) y el de Laon (Aisne)
También entre sus monumentos se encuentra el del liceo Saint-Louis en París.
Expuso asiduamente en los salones de los artistas franceses de París, donde obtuvo en 1935 una medalla de oro.
En la década de 1920 preparó algún modelo para la Manufactura Nacional de Sevres, como una pareja de niños jugando de 1926 que se conserva en el Museo Nacional de la Cerámica y un jinete a caballo
Profesor en la École nationale supérieure des beaux-arts de París al mismo tiempo que Paul Landowski. Allí tuvo como discípulos a Émile Morlaix y Lucien Jean Maurice Fenaux en la década de 1930, a Jean Cardot en la década de 1950.
Para la Exposición Internacional de París de 1937, Gaumont prepara cuatro relieves que adornan la fachada del Palacio de Tokio, Museo de Arte Moderno de la Villa de París. En esta exposición obtuvo un gran premio del jurado.
Trabajó en algunas de las esculturas de la Catedral de Arrás; en la zona del coro, el púlpito se adorna con las figuras que representan a Cristo enseñando, en medio de sus discípulos, y en los laterales, los cuatro evangelistas acompañados de sus símbolos : Mateo, el hombre alado, Marcos el león, Lucas el toro alado y Juan, el águila; en la zona del baptisterio El bautismo de cristo por San Juan Bautista, y Saint Vaast bendiciendo a un grupo de fieles.
En 1944 fue nombrado miembro de la Academia de Bellas Artes de París, ocupando el sillón de Paul Gasq.
En 1962 fallece, dejando su escaño de la Academia de Bellas Artes a Jean Carton (1911-1988)

## Obras
Entre las mejores y más conocidas obras de Marcel-Armand Gaumont se incluyen las siguientes:
- El joven Sófocles tras la Victoria de Salamina (en francés: Le jeune Sophocle après la victoire de Salamine), en la ENSBA
- Tritón, relieve de piedra en la fachada del Museo de Arte Moderno de la Villa de París
- tres ninfas, relieve de piedra en la fachada del Museo de Arte Moderno de la Villa de París
- centauro, relieve de piedra en la fachada del Museo de Arte Moderno de la Villa de París
- Eros, relieve de piedra en la fachada del Museo de Arte Moderno de la Villa de París

En la catedral de Arrás
- Cristo enseñando a los discípulos
- Mateo con el hombre alado
- Marcos con el león
- Lucas con el toro alado
- Juan con el águila
- El bautismo de cristo por San Juan Bautista
- Saint Vaast bendiciendo a un grupo de fieles